# Szymon Czechowicz
Szymon Czechowicz est un peintre polonais né à Cracovie le 22 juillet 1689, mort à Varsovie le 21 juillet 1775.

## Œuvres
- Varsovie, musée national, Martyre de saint Jean Népomucène.
- Vilnius, église Sainte Thérèse, Maître autel: Vierge à l'Enfant Jésus avec saint Casimir.
- Vilnius, Église Sainte-Thérèse, Maître autel: Extase de sainte Thérèse.
- Galerie d'art de Lviv, Adoration des Mages.

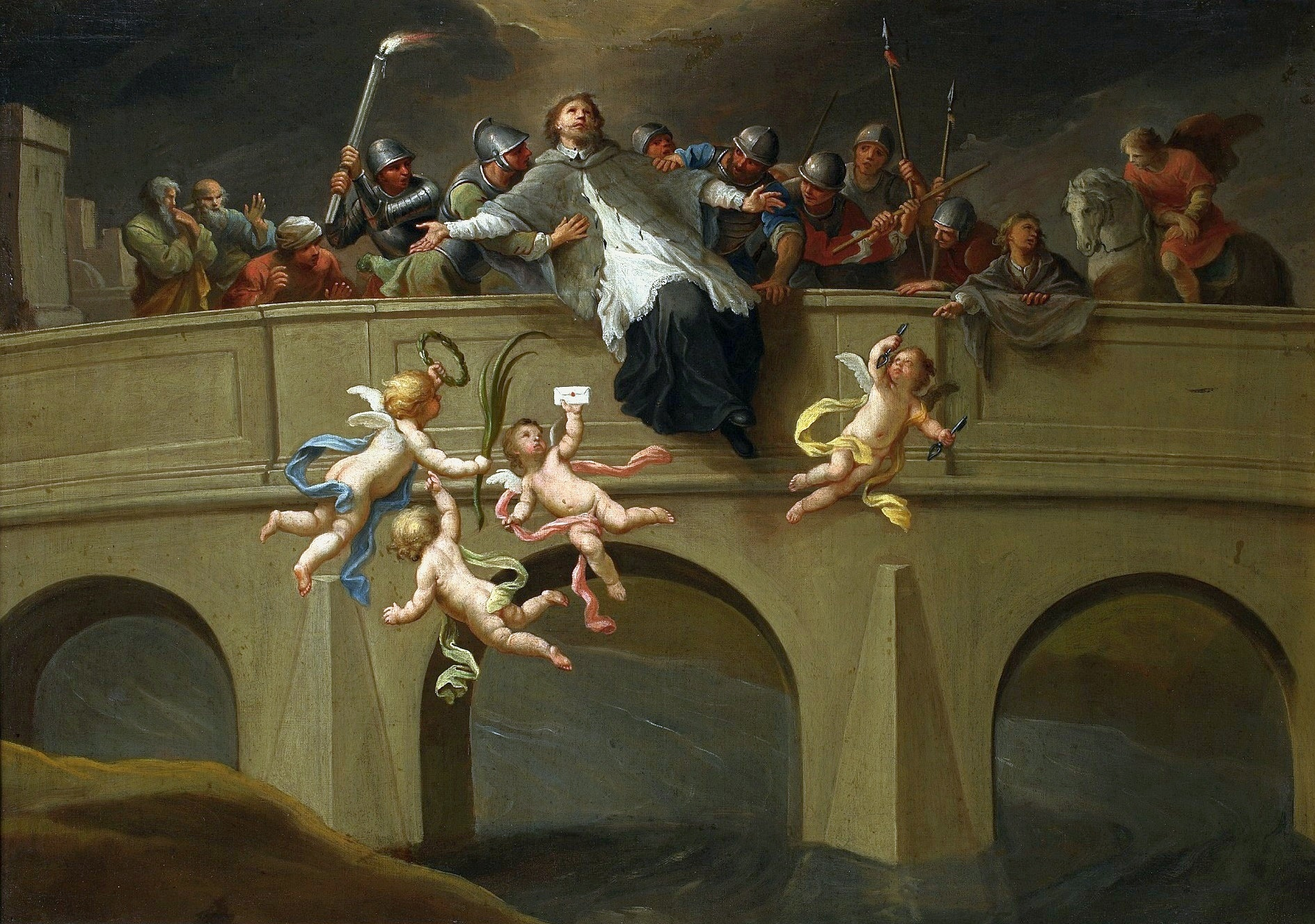
Martyre de saint Jean Népomucène

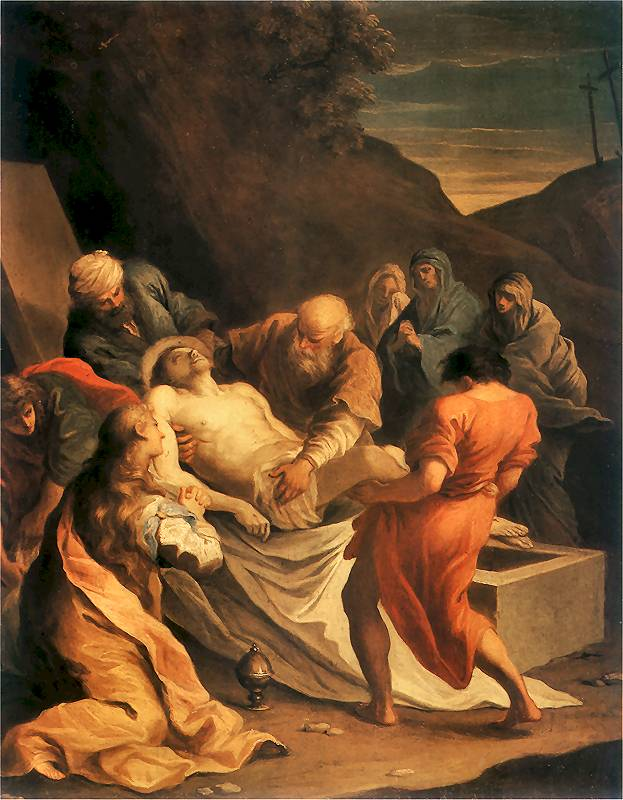
Mise au tombeau, vers 1731

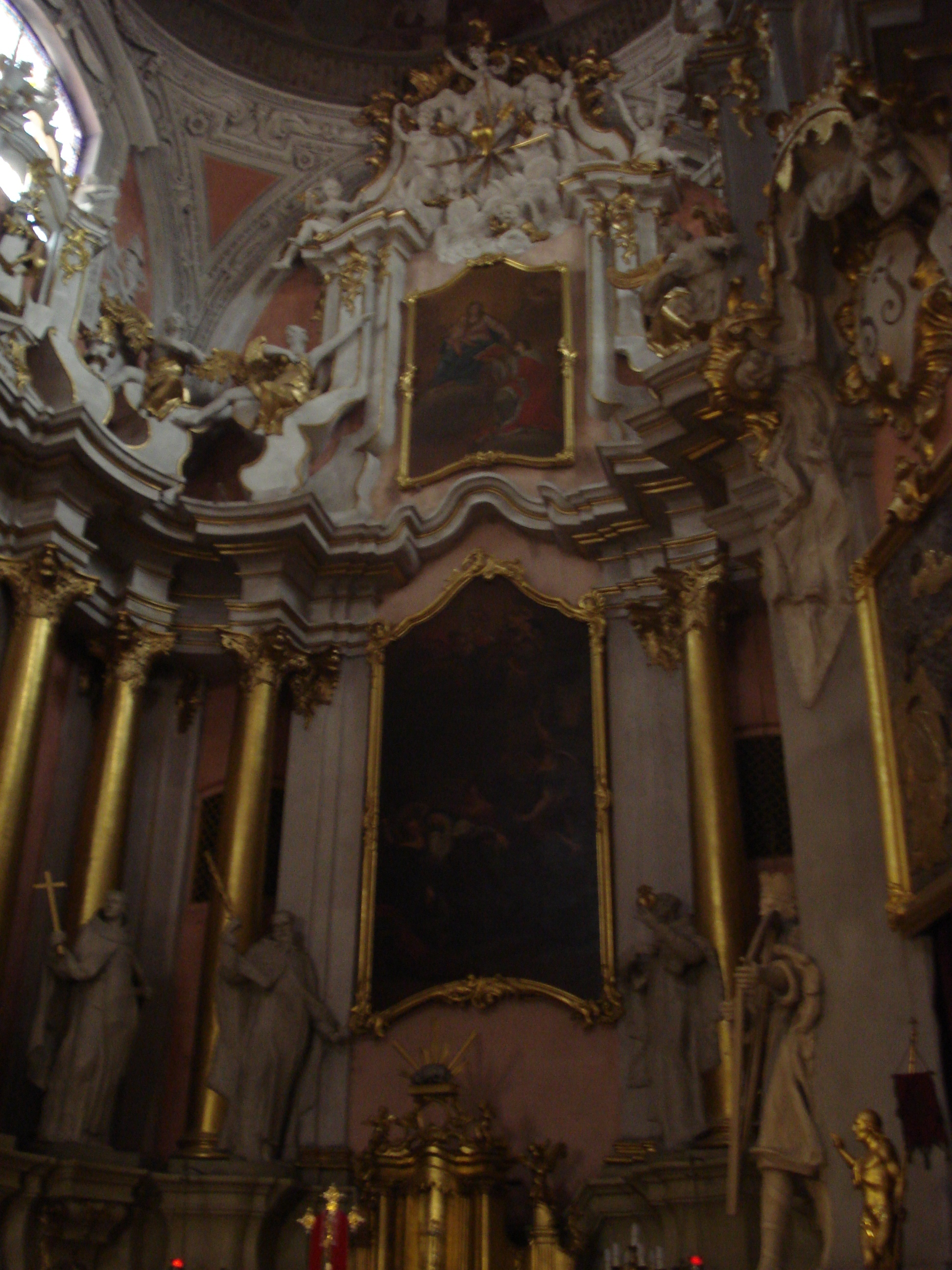
Maître autel de l'église Sainte Thérèse de Vilnius